# Nube molecolare gigante

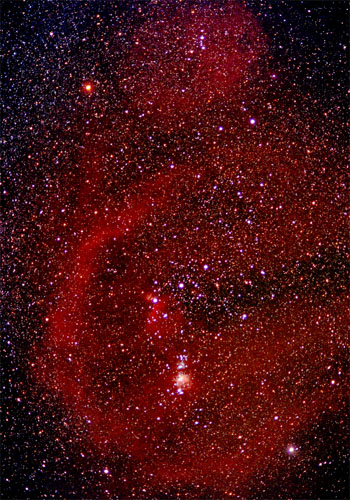
L'anello di Barnard, una nube molecolare gigante che fa parte del Complesso di Orione, assieme ad M42 ed altre nebulose.

Una nube molecolare gigante (GMC, dall'inglese giant molecular cloud) è una tipologia di nube molecolare (vasto addensamento di mezzo interstellare, fondamentalmente idrogeno molecolare – H2 –) caratterizzata da una massa compresa tra 104 e 106 masse solari. Queste nubi possono raggiungere un'estensione di decine di parsec ed avere una densità media di 102–103 particelle al centimetro cubo (per raffronto, la densità media nella Bolla Locale è inferiore ad una particella al cm3). Le sottostrutture presenti all'interno di queste nebulosità costituiscono un complesso motivo fatto di filamenti, foglietti gassosi, bolle e macchie irregolari.

## Descrizione
Le porzioni più dense dei filamenti e degli agglomerati di gas prendono il nome di nuclei molecolari, i più densi dei quali sono detti nuclei molecolari densi; la loro densità si aggira sulle 104–106 particelle per cm3 ed occasionalmente vi si osservano tracce di monossido di carbonio ed ammoniaca (quest'ultima principalmente nei nuclei densi). La concentrazione delle polveri è normalmente sufficiente a bloccare la luce proveniente dalle stelle retrostanti, il che le fa apparire come delle nebulose oscure. Questi frammenti, formatisi per gerarchica frammentazione della nube, hanno dimensioni comprese tra 6000 e 60.000 UA e contengono una quantità di materia variabile; l'intervallo di masse è assai ampio, ma le masse più piccole sono le più comuni. Questa distribuzione di masse coincide con la distribuzione delle masse stellari, tenendo tuttavia in conto che le masse delle nubi sono il triplo delle masse della stella che da essa avrà origine, il che indica che appena un terzo della massa della nube darà origine all'astro, mentre il resto si disperderà nello spazio.
Le nubi molecolari giganti hanno un'ampiezza tale da coprire una frazione significativa della costellazione in cui sono visibili (ad esempio, nell'immagine accanto, l'Anello di Barnard occupa gran parte della costellazione di Orione), al punto da assumere il proprio nome da quello della costellazione, come ad esempio il Complesso di Orione, di cui fa parte il già citato Anello di Barnard, o la Nube molecolare del Toro. I complessi nebulari del vicinato locale sono disposti in un anello intorno al Sole, che prende il nome di Cintura di Gould. Il complesso più imponente è però il Sagittarius B2, che forma un anello attorno al centro galattico con un raggio di 120 parsec. La regione del Sagittario è ricca di sostanze chimiche ed è spesso utilizzata come modello dagli astronomi alla ricerca di nuove molecole nello spazio interstellare.